# Heresy (album)
Pour les articles homonymes, voir Heresy.
Albums de Paradox
Product of Imagination
(1987) Collision Course
(2000)
Heresy est le deuxième album studio du groupe allemand de thrash metal Paradox. 

## Production
L'album raconte une histoire conceptuelle sur la croisade des albigeois au XIIIe siècle. Il s'agit de l'album le plus vendu de Paradox en 2014, et le dernier album studio du groupe pendant 11 ans, jusqu'à Collision Course (2000).
Heresy est réédité par le label allemand High Vaultage Records en 1999, avec deux titres bonus. L'album est réédité le 13 août 2007 par le label polonais Metal Mind Productions sous la forme d'un digipack disque d'or, avec des pistes bonus, remasterisé numériquement en utilisant le processus 24-bit et limité à 2 000 exemplaires. 

## Liste des pistes
| No | Titre                             | Durée |
| -- | --------------------------------- | ----- |
| 1. | Heresy                            | 6:55  |
| 2. | Search for Perfection             | 4:54  |
| 3. | Killtime                          | 4:51  |
| 4. | Crusaders Revenge                 | 4:56  |
| 5. | The Burning                       | 5:26  |
| 6. | Massacre of the Cathars           | 4:19  |
| 7. | Serenity                          | 4:53  |
| 8. | 700 Years On                      | 5:14  |
| 9. | Castle in the Wind (instrumental) | 1:33  |

| 10. | The Burning (démo)             | 5:57 |
| 11. | Massacre of the Cathars (démo) | 3:48 |
| 12. | Heresy (live video)            | 6:55 |